# Universitätsbibliothek Weimar
Die Universitätsbibliothek Weimar ist eine zentrale Einrichtung der Bauhaus-Universität Weimar und versorgt diese mit Literatur und Informationsdienstleistungen für Studium, Lehre und Forschung. Zugleich ist sie eine öffentlich zugängliche wissenschaftliche Bibliothek für die Stadt und die Region.
Die Bibliothek verfügt über einen Gesamtbestand von über 500.000 Medien, ca. 820 laufend gehaltenen Print- und fast 55.000 elektronischen Zeitschriften (Stand 2021) sowie über ein umfangreiches E-Book- und Datenbankangebot und eine Spezialsammlung von DIN-Normen und TGL. Die Bibliothek ist einschichtig organisiert und in den deutschen und internationalen Fernleihverkehr eingebunden.
Der Online-Katalog der Universitätsbibliothek bildet mit den Katalogen der Herzogin Anna Amalia Bibliothek, der Bibliothek der Hochschule für Musik „Franz Liszt“, der Stadtbücherei Weimar und von fünf Behördenbibliotheken den Gesamtkatalog Weimarer Bibliotheken. Er ist Teil des Gemeinsamen Bibliotheksverbundes (GBV).
Im Februar 2017 führte die Bibliothek ein Discovery-System mit dem Namen BibSearch ein.
Im Frühjahr 2021 fand ein Umbau der Bibliothek im Zusammenhang mit der Einführung der RFID-Technologie statt.
Die Universitätsbibliothek ist Mitglied im Deutschen Bibliotheksverband (dbv) sowie in der Arbeitsgemeinschaft der Kunst- und Museumsbibliotheken (AKMB).
Untergebracht ist die Bibliothek in zwei Gebäuden (Bibliotheksneubau, Steubenstraße 6 und Limona, Steubenstraße 8).

## Geschichte
Die Geschichte der Weimarer Kunst- und Bauhochschulen reicht zurück bis zur Gründung der „Großherzoglich-Sächsischen Kunstschule Weimar“ im Jahr 1860. Seit dieser Zeit sind regelmäßige Anschaffungen von Büchern und Zeitschriften nachweisbar, die sich zu einem großen Teil bis heute im Bestand der Universitätsbibliothek befinden. Über den Bestand der Kunstschule, die anlässlich ihres 50-jährigen Bestehens im Jahr 1910 in „Großherzoglich-Sächsische Hochschule für bildende Kunst“ umbenannt wurde, gibt ein Verzeichnis Auskunft, das 1895 angelegt und bis 1916 weitergeführt wurde (Original im Thüringischen Hauptstaatsarchiv Weimar).

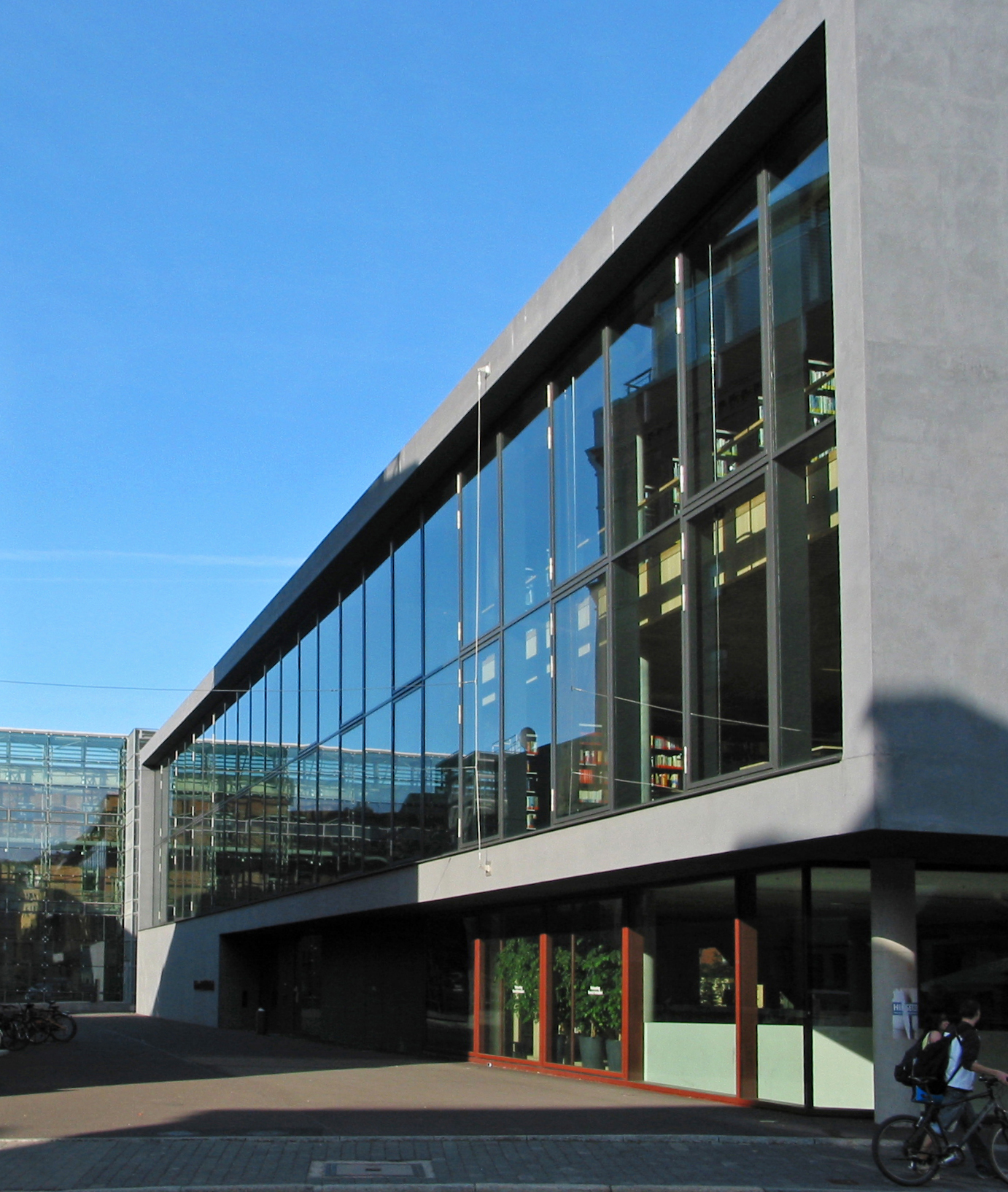
Neubau der Universitätsbibliothek Weimar in der Steubenstraße 6

Neben der Kunsthochschule wurde 1907 – unter der Leitung von Henry van de Velde – die „Großherzoglich-Sächsische Kunstgewerbeschule Weimar“ gegründet. Die Gründung des „Staatlichen Bauhauses zu Weimar“ vollzog sich 1919 als Zusammenschluss der Kunsthochschule mit der 1915 aufgelösten Kunstgewerbeschule. Auch für die Zeit des Bauhauses sind mehr oder weniger regelmäßig Neuerwerbungen für die Bauhaus-Bibliothek nachweisbar.
Nach der Vertreibung des Bauhauses aus Weimar 1925 blieb die Hochschule für bildende Kunst bestehen. Ein Neuanfang erfolgte 1946 mit der Gründung der „Staatlichen Hochschule für Baukunst und bildende Künste“. In diesem Rahmen wurde 1947 erstmals eine hauptamtliche Bibliothekarin angestellt, so dass dieses Jahr als das eigentliche Gründungsjahr der (Hochschul-)Bibliothek gilt. Ausbau und Entwicklung der Bibliothek erfolgten bis 1989 gemäß den zentralen Vorgaben der DDR für die Entwicklung der Hochschulen und der Hochschulbibliotheken.
Einen Einschnitt in der Geschichte der Hochschule und der Bibliothek stellte die 3. Hochschulreform im Jahr 1968 dar. Im Gefolge dieser Reform erfolgte die Gründung von Sektionen und Sektionsbibliotheken. In Weimar waren dies zunächst ab 1969 die Sektionsbibliotheken für Architektur, Gebietsplanung und Städtebau, Bauingenieurwesen sowie Rechentechnik und Datenverarbeitung. Hinzu kam ab 1973 noch die Sektionsbibliothek für Baustoffverfahrenstechnik. Daneben erfolgte der Ausbau der Hauptbibliothek mit zentralem Magazinbestand und Lehrbuchsammlung am „Karl-Marx-Platz“ (später „Weimarplatz“).
Nach 1990 musste sich auch die Bibliothek auf den Wandel von der „Hochschule für Architektur und Bauwesen“ zur „Bauhaus-Universität Weimar“ einstellen. Der Neugründung der Fakultäten „Gestaltung“ (1993) und „Medien“ (1996) entsprach der Aufbau entsprechender Buchbestände und Zweigbibliotheken. 1995 konnte mit der Eröffnung der Zweigbibliotheken für „Architektur“ sowie für „Kunst“ und „Medien“ in einem umgebauten Brauerei-Gebäude („Limona“) ein erster Markstein gesetzt werden. Auf dem Gelände der ehemaligen Brauerei wurde mit Baubeginn Dezember 2002 der Neubau der Universitätsbibliothek errichtet, der im August 2005 bezogen werden konnte. Am Standort Steubenstraße hat die Bibliothek damit die Trennung zwischen Sektions- bzw. Zweigbibliotheken und Hauptbibliothek aufgehoben. Die Bibliothek präsentiert hier einen systematisch aufgestellten Freihandbestand sowie eine frei zugängliche Lehrbuchsammlung. Hinzu kommt ein Magazinbestand von ca. 250.000 Bänden. Geleitet wird die Bibliothek seit 1999 von Frank Simon-Ritz.

## Architektur

### Bibliotheksneubau
Die Universitätsbibliothek verfügt seit September 2005 in zentraler Lage – auf dem Gelände einer ehemaligen Brauerei zwischen Frauenplan, Steubenstraße, Schützengasse und Brauhausgasse – über einen Neubau mit ca. 4.500 m² Hauptnutzfläche. Im neuen Bibliotheksgebäude ist zugleich der zentrale Hörsaal (Audimax) der Universität untergebracht. In dem zweiflügeligen Gebäude befinden sich sowohl Benutzungs- als auch Mitarbeiterbereiche. Im ersten Untergeschoss hat der Bau 2011 eine Anbindung an das Limona-Gebäude erhalten.

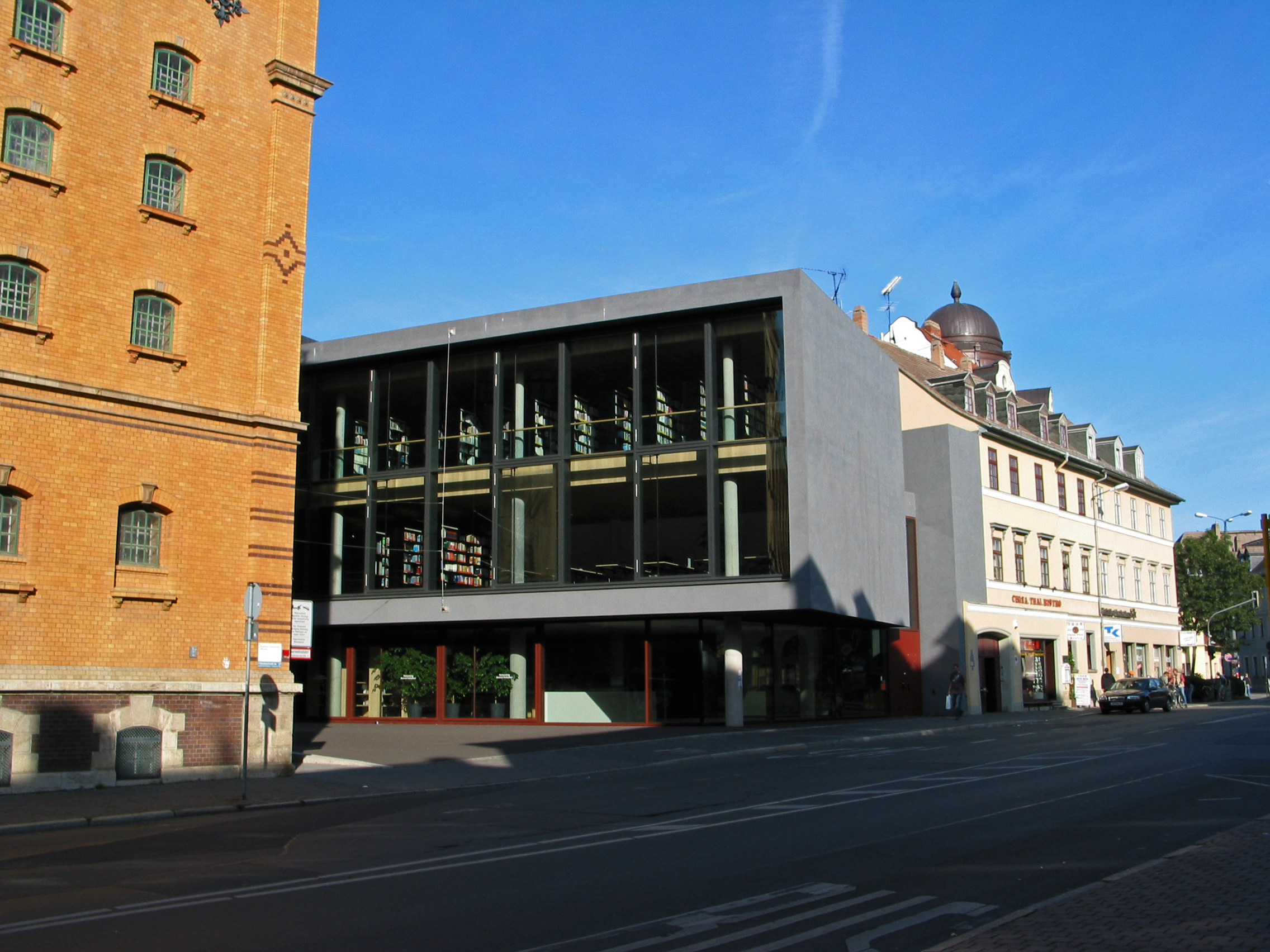
Straßenansicht des Bibliotheksneubaus

Das Projekt wurde von Andreas Meck und Stephan Köppel realisiert. Das Büro hatte nach dem 1991 ausgelobten Städtebauwettbewerb die Planungen für den Neubau übernommen. Nach vierjähriger Bauzeit mit einem Aufwand von 12 Mio. Euro konnte das Gebäude 2005 eingeweiht werden. Der „Neubau Bibliothek und Audimax der Bauhaus-Universität Weimar“ erhielt zusammen mit dem Studienzentrum der Herzogin Anna Amalia Bibliothek den Thüringer Staatspreis für Architektur und Städtebau 2006.
Vor dem Gebäude befindet sich das Kunstwerk „Lehrstuhl – leerer Stuhl“ von Hermann Bigelmayr, das aus einem gleichnamigen Kunstprojekt hervorgegangen war. Das 20 Tonnen schwere Kunstwerk nimmt Bezug auf die Universität als Lehrinstitution einerseits und auf die Sitzgelegenheit Stuhl andererseits, die sowohl im Hörsaal als auch im Lesesaal der Bibliothek elementar ist. siehe: Riesenstuhl (Weimar).

### Limona
Der heute als „Limona“ bezeichnete Bau wurde ursprünglich 1875 als Brauereigebäude errichtet und gehörte zur Stadtbrauerei Deinhardt. Nach starken Zerstörungen in den Jahren 1888 und 1945 konnte das Gebäude jeweils wieder aufgebaut werden. 1953 wurde die Brauerei in Volkseigentum überführt und für die Limonadenabfüllung umgenutzt. Im Jahre 1989 wurde der Betrieb von Coca-Cola übernommen, der Bau aber bereits 1991 wieder an einen Investor weitergegeben. Seit 1993 wird das Limona-Gebäude von der Fakultät Kunst und Gestaltung (bis 2016 „Fakultät Gestaltung“) genutzt. Nach dem umfassenden Umbau 1995 wurden im EG und 1. OG Bibliotheksbestände untergebracht, das 2. und 3. OG wurde für die Fakultät Gestaltung mit eigenem Fotolabor ausgebaut, und auf dem Dach entstand ein neues, leicht zurückgesetztes Glasgeschoss mit Vortrags- und Ausstellungsraum.
Architekten: Horst Siegel, Weimar (Projektarchitekt), Sylvelin Rudolf (Bibliothek), Joachim Huber (Studios/Werkstätten), Torsten Brecht/Bernd Rudolf (Glasgeschoss/Ausstellung).
2015 wurden die Bibliotheksbereiche in der Limona einer grundlegenden Renovierung unterzogen.
Der Charakter des denkmalgeschützten Limona-Gebäudes steht in Kontrast zur funktionalen Architektursprache der Neubaubibliothek. In dieser unmittelbaren Nachbarschaft tragen jedoch beide Baukörper mit ihren verschiedenartigen Raumkonzeptionen zur Identität des besonderen Ortes bei. Die Glasfront des Neubaus reflektiert die Strukturen des Altbaus zum gegenseitigen Vorteil. In der Limona-Bibliothek wirkt vor allem die klare, gestapelte Regalstruktur raumbildend. Die Vertikalbeleuchtung des modernen Regalsystems ermöglicht auch die geringe Geschosshöhe unter der eingezogenen Empore, akzentuiert die Gänge und gliedert sie rhythmisch. Filigrane Gusseisenstützen mit markanten Kapitellen, mächtige Stahlunterzüge und das Mauerwerk sind respektvoll bewahrte Details einer frühen Industriearchitektur.

## Sammelschwerpunkte und Sondersammlungen. Digitalisierungsprojekt
Sammelschwerpunkte
- Architektur, Städtebau, Technischer Ausbau
- Bauingenieurwesen
- Bau- und Werkstoffe, Bautenschutz, Bauschäden, BaustofftechnologieEhemaliges Brauereigebäude „Limona“, 1995 zur Zweigbibliothek umgebaut
- Informatik

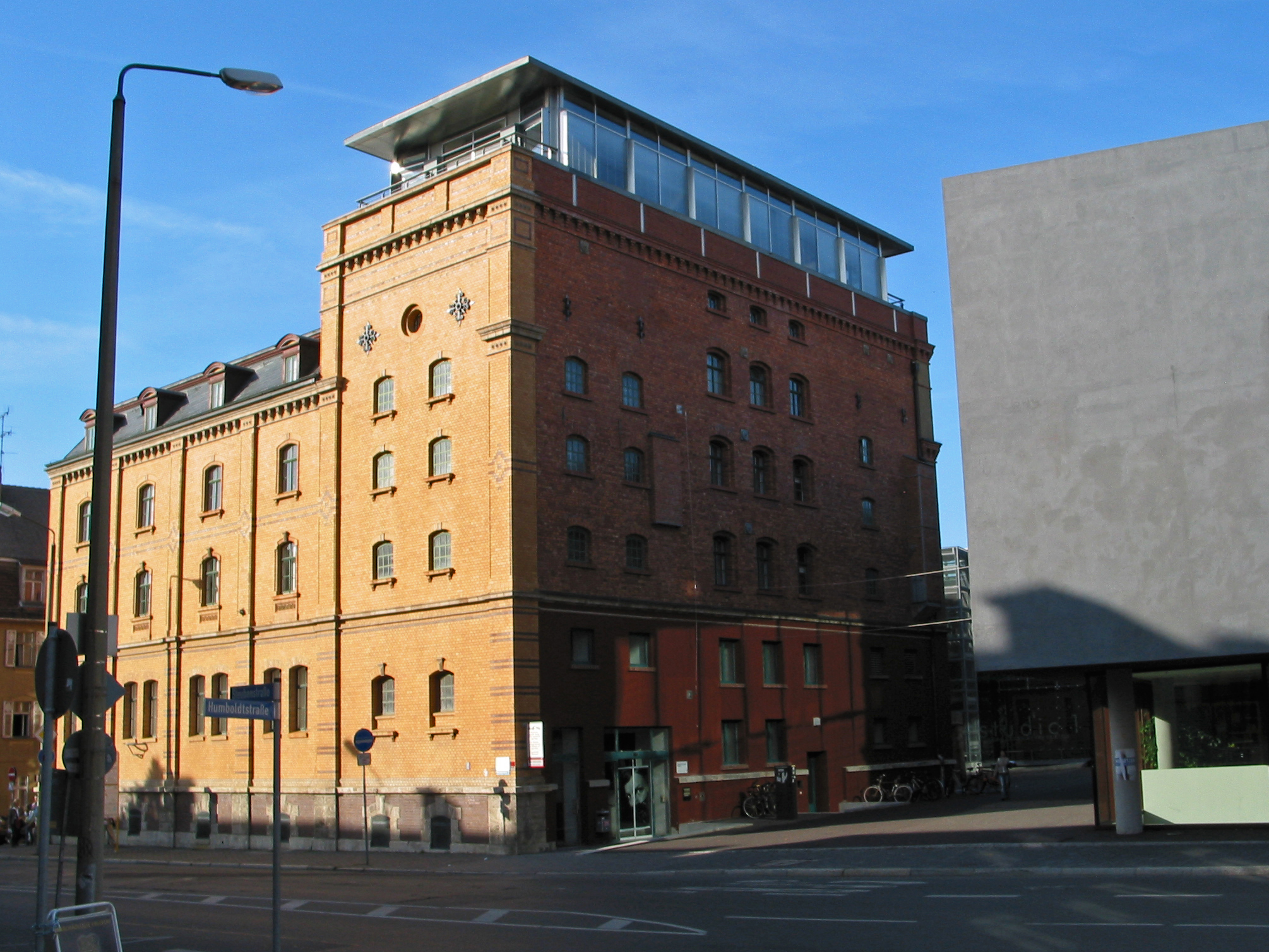
Ehemaliges Brauereigebäude „Limona“, 1995 zur Zweigbibliothek umgebaut

- Medien- und Kulturwissenschaften, Philosophie, Soziologie, Sprach- und LiteraturwissenschaftenLimona-Gebäude in der Steubenstraße 8
- Kunst, Design, Fotografie

Spezialsammlungen
- Bauhaus-Literatur
- Künstlerbücher
- Schenkung „Heimo Bachstein“
- Normen (DIN, TGL)

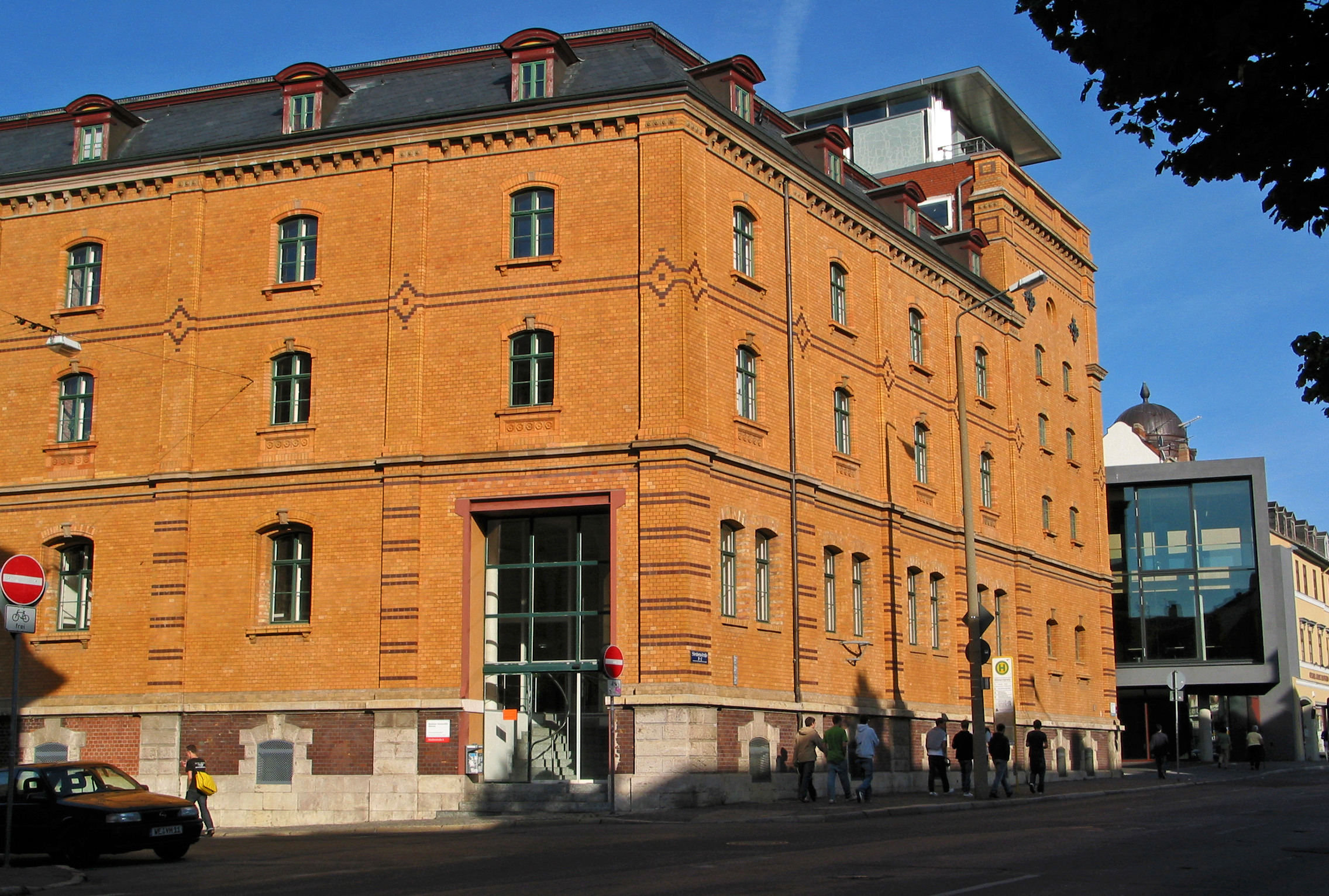
Limona-Gebäude in der Steubenstraße 8

DFG-Projekt „Digitalisierung und Erschließung des historischen Buch- und Zeitschriftenbestands der Weimarer Kunst- und Bauhochschulen“
Vom 1. November 2009 bis zum 31. Mai 2012 hat die Universitätsbibliothek mit Unterstützung der Deutschen Forschungsgemeinschaft ein Projekt durchgeführt, in dem 1.112 Bände mit 423.185 Seiten aus dem Altbestand der Universitätsbibliothek erschlossen, digitalisiert und zugänglich gemacht wurden. Dabei konzentrierte sich das Digitalisierungs- und Erschließungsprojekt auf die Literaturbestände des Staatlichen Bauhauses Weimar und dessen Vorgängereinrichtungen und umfasste die Jahre 1860 bis 1930. Besondere Aufmerksamkeit kam der Provenienzerschließung zu, die unter Verwendung des Thesaurus der Provenienzbegriffe nach dem Modell der Herzogin-Anna-Amalia-Bibliothek in Weimar vorgenommen wurde.
Ein wichtiges Ziel bestand darin, sichtbare Spuren oder Evidenzen in den Bänden zu ermitteln, die Aufschluss über Herkunft und Gebrauch der Bände und somit über deren Geschichte geben, diese festzuhalten und recherchierbar zu machen.
Zum einen wurden die Digitalisate in den Fällen, in denen es urheberrechtlich problemlos möglich ist, frei zugänglich ins Internet gestellt. Zum anderen dient die Digitalisierung der Schonung der Originale und somit der langfristigen Erhaltung des Buch- und Zeitschriftenbestands. Die Digitalisate werden auf einem Server des Servicezentrums für Computersysteme und -kommunikation (SCC) der Bauhaus-Universität Weimar gespeichert. Zur Präsentation und Verwaltung der Digitalisate wird die Open-Source-Software Goobi eingesetzt. Der Gesamtbestand ist auch in der Deutschen Digitalen Bibliothek und in der Europeana nachgewiesen.

## Open Access und Forschungsdatenmanagement
Seit 2004 betreibt die Universitätsbibliothek mit OPUS Weimar einen Dokumentenserver, über den insbesondere Qualifizierungsarbeiten veröffentlicht werden. Von 2004 bis 2013 gab es eine intensive Zusammenarbeit mit dem Universitätsverlag  der Bauhaus-Universität Weimar, der seine Arbeit zum 31. Dezember 2013 eingestellt hat. Zum 1. November 2015 hat die Universitätsbibliothek Weimar die Funktion einer Open-Access-Beauftragten geschaffen. Am 14. Dezember 2016 hat die Bauhaus-Universität Weimar eine Open-Access-Policy beschlossen. Seit 2019 wird der Open-Access-Publikationsfonds von der Deutschen Forschungsgemeinschaft gefördert. Die geförderten Artikel werden in OPUS Weimar veröffentlicht. Seit dem 1. Juli 2019 ist auch die Zuständigkeit für den Bereich des Forschungsdatenmanagements an der Universitätsbibliothek angesiedelt. Die "Kontaktstelle Forschungsdatenmanagement" ist Teil des "Thüringer Kompetenznetzwerks Forschungsdatenmanagement". Am 12. Februar 2020 hat die Bauhaus-Universität Weimar eine "Leitlinie zum Umgang mit Forschungsdaten" beschlossen. Diese wurde im Herbst 2021 durch eine entsprechende "Handlungsempfehlung" ergänzt.

## Die Bibliothek als Ausstellungs- und Veranstaltungsort

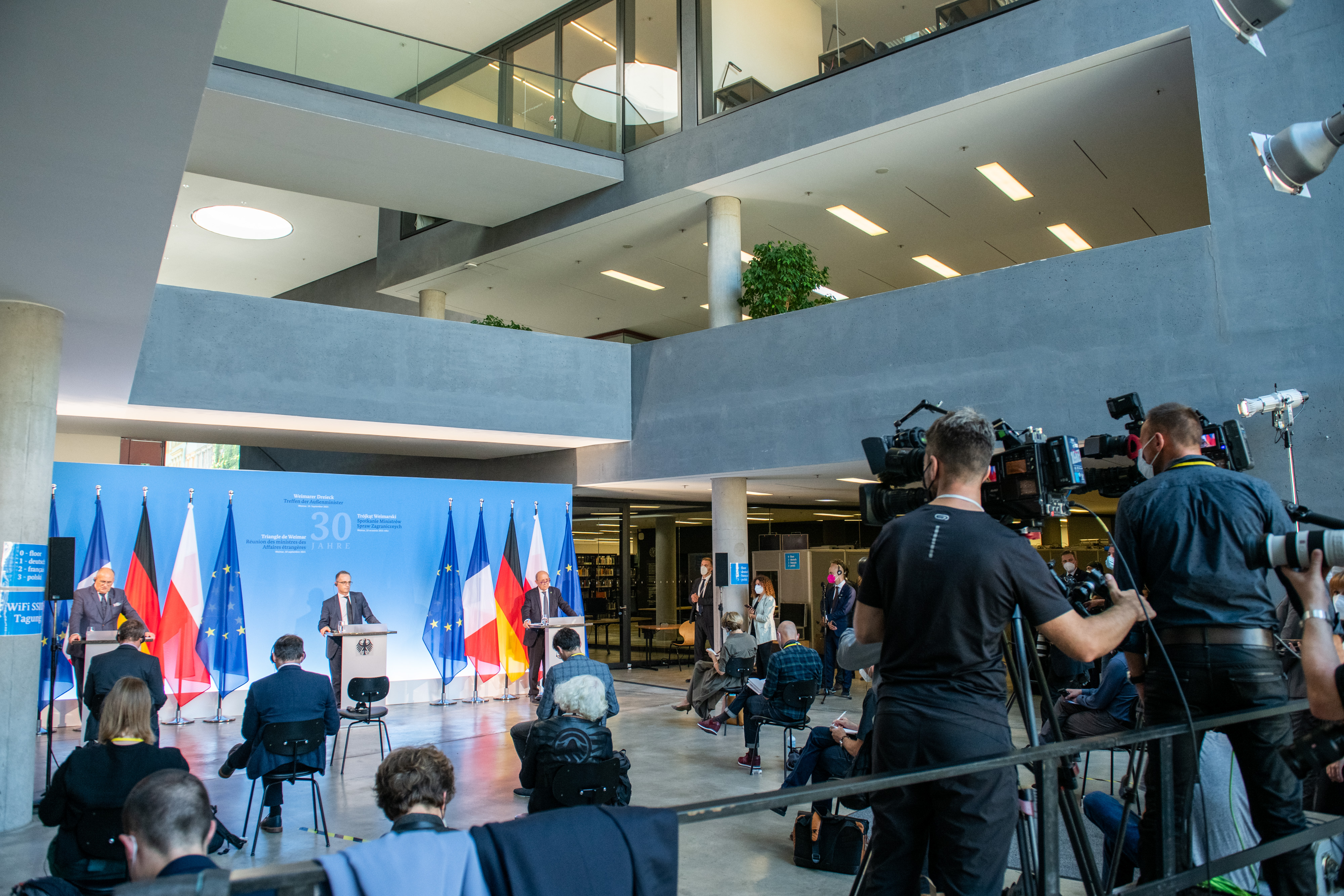
Weimarer Dreieck 2021. Foto: Thomas Müller

Die Universitätsbibliothek hat sich seit 2005 als Ort regelmäßiger Ausstellungen etabliert, die oft grafische Arbeiten, Künstlerbücher, Typografie oder Bucheinbandgestaltung zeigen. Meistens handelt es sich um Ausstellungen von Studierenden und künstlerischen Mitarbeitern der Bauhaus-Universität Weimar selbst. 2010 – im Rahmen des 150. Hochschuljubiläums der Bauhaus-Universität Weimar – präsentierte die Universitätsbibliothek eine umfängliche Werkausstellung des Architekten, Lehrers, Malers und Fotografen Rudolf Ortner. Auch Buchkünstler präsentierten ihre Werke in den Räumen der Bibliothek, wie Wolfgang Nieblich gemeinsam mit Lothar Hartmann, organisiert zuerst durch die Galerie Profil Weimar im Jahr 2012. Eine weitere Ausstellung dieser beiden Künstler fand 2016/17 statt. 2014 machte die internationale Wanderausstellung zur Bucheinbandkunst „Prize volumes of the Designer Bookbinders International Competition 2013“ in der Universitätsbibliothek Weimar Station. Unmittelbar im Anschluss wurde eine Ausstellung mit Exponaten der Trierer Papyrussammlung gezeigt.
Mit „The Quiet Volume“, einer Hörspiel-Performance der britischen Theatermacher Tim Etchells und Ant Hampton, wurde die Universitätsbibliothek 2015 zum Spielort des Weimarer Kunstfests. 2017 zeigte die Universitätsbibliothek wiederum in Kooperation mit dem Kunstfest Weimar und unterstützt von der Sparkassen-Kulturstiftung Hessen-Thüringen die Ausstellung „Die Bibliothek der unlesbaren Zeichen“ des Berliner Künstlers Axel Malik. 2018 kam es zu einer weiteren Kooperation mit dem Kunstfest Weimar. Gezeigt wurde die Ausstellung "21-Erinnerungen an das Erwachsenwerden" des Schweizer Künstlers Mats Staub.
2018 war das Weimarer Bibliotheks- und Hörsaalgebäude Spielort des Weimarer Festivals für audiovisuelle Projektionen "Genius Loci Weimar".
Vom 10. April bis zum 24. Juli 2019 zeigte die Universitätsbibliothek Weimar unter dem Titel „Die Bauhausbücher: ein europäisches Publikationsprojekt des Bauhauses 1924–1930“ eine Ausstellung, die sich ausschließlich der Buchreihe Bauhausbücher widmet. Von August bis Oktober 2019 wurde die Ausstellung in der Universitätsbibliothek Trier gezeigt.
In den Foyers des Weimarer Bibliotheks- und Hörsaalgebäudes wurde vom 26. Juli bis zum 19. September 2021 die Ausstellung "Radiophonic Spaces" der Weimarer Medienkunst-Professorin Nathalie Singer gezeigt
Seit 2006 gehört die Universitätsbibliothek zu den Mitveranstaltern des Weimarer Literaturfestivals „LesArten“. Seit 2009 veranstaltet sie in diesem Rahmen jedes Jahr eine Lyrik-Lesung, die im Glaspavillon auf dem Limona-Gebäude stattfindet. Zu den auf diese Weise präsentierten Lyrikerinnen und Lyrikern gehörten bislang Nancy Hünger, Christian Rosenau, Heinz Kahlau, Uljana Wolf, André Schinkel, Uwe Kolbe, Roland Bärwinkel, Jens-Malte Fues, Hans-Jürgen Döring, Anton G. Leitner, Christine Hansmann, Thomas Rosenlöcher, Thomas Kunst, Regina Jarisch, Ulrike Draesner, Daniela Danz, Silke Scheuermann, Peter Neumann und Wolfgang Haak.
Aufgrund der Tatsache, dass die Universitätsbibliothek im gleichen Gebäude untergebracht ist wie das Audimax, fanden seit 2005 zahlreiche größere Bibliotheksveranstaltungen in Weimar statt. So fand 2013 der 19. Thüringer Bibliothekstag im Audimax der Bauhaus-Universität Weimar statt.  2016 war die Universitätsbibliothek Ausrichter der Frühjahrssitzung der Sektion 4 im Deutschen Bibliotheksverband. 2019 war die Verbundkonferenz des Gemeinsamen Bibliotheksverbunds an der Bauhaus-Universität Weimar zu Gast.
Als neues Veranstaltungsformat an der Bauhaus-Universität Weimar wurde in der Universitätsbibliothek im Jahr 2015 erstmals eine „Lange Nacht des wissenschaftlichen Schreibens“ durchgeführt, die seitdem einmal jährlich stattfindet. 2020 fand die "6. Lange Nacht des wissenschaftlichen Schreibens" als erste digitale Großveranstaltung an der Bauhaus-Universität Weimar online statt.
Am 10. September 2021 fand im Foyer des Bibliotheks- und Hörsaalgebäudes die Pressekonferenz anlässlich eines Treffens der Außenminister Deutschlands, Frankreichs und Polens in Weimar statt.

## Die Bibliothek als Drehort

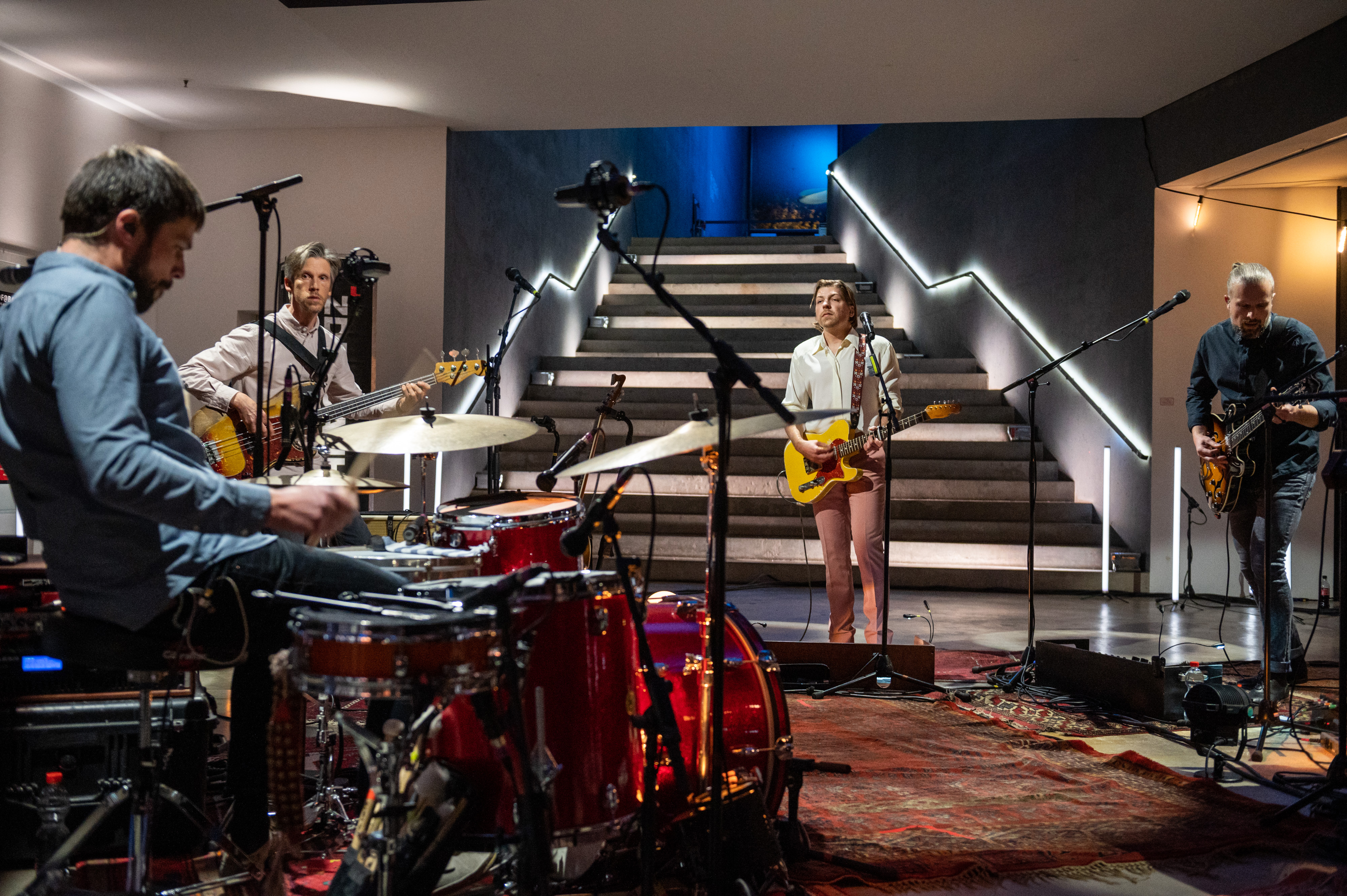
Konzert Philipp Poisel, Universitätsbibliothek Weimar

Nachdem bereits 1973 die Räumlichkeiten der alten Hochschulbibliothek am Weimarplatz für eine Verfilmung der DEFA des Romans Die sieben Affären der Dona Juanita von Eberhard Panitz (Regie: Frank Beyer) genutzt wurden und im Jahr 1999 die Limona als Spielort bei einer filmischen Adaption der Erzählung Die Bibliothek von Babel von Jorge Luis Borges (Regie: Harald Opel) fungierte, wird auch der Neubau der Universitätsbibliothek immer wieder als Drehort angefragt. Schon 2006 spielten hier Teile der Leipziger Tatort-Folge Schlaflos in Weimar (Regie: Uwe Janson). Im Jahr 2015 wurde der Bibliotheksneubau zum Drehort für eine Episode der MDR-Serie In aller Freundschaft – die jungen Ärzte.
2019 bot das untere Foyer des Weimarer Bibliotheks- und Hörsaalgebäude zum ersten Mal die Kulisse für Konzerte von Alice Merton und Tim Bendzko im Rahmen der Reihe "zdf@bauhaus". Diese Reihe wurde 2020 am gleichen Ort mit Konzerten von Philipp Poisel, Amy Macdonald, Milow und Annett Louisan und 2021 mit Konzerten der Mighty Oaks sowie von Stefanie Heinzmann, Alvaro Soler und Leslie Clio fortgesetzt.

## Statistik
Medienbestand 2023
- Bücher, Zeitschriften und Zeitungen (in Bänden) 524.580
- Zeitschriften und Zeitungen in gedruckter Form 810
- Zeitschriften und Zeitungen in elektronischer Form 55.538
- Datenbanken (im Netz) 277
- Jahreszugang (in Bänden) 5.499

Literaturerwerb 2023 (in Euro)
- Literaturerwerb 727.075
- davon für digitale / elektronische Medien 463.158

Benutzung 2023
- eingetragene Benutzer 10.297
- Entleihungen 85.290
- Vollanzeigen von Artikeln in lizenzierten elektronischen Zeitschriften 68.783
- Vollanzeigen von digitalen Einzeldokumenten (E-Books) 47.809
- Bibliotheksbesuche 134.781
- abgesandte Bestellungen in der Fernleihe 1.315
- erhaltene Bestellungen in der Fernleihe 2.142 Schulungen 2023
- 141 Angebote in analoger und digitaler Form (Schulungen, Führungen, Beratungen)
- 2.738 Teilnehmende